# Luiz Mattar
Luiz Mattar, né le 18 août 1963 à São Paulo, est un ancien joueur de tennis professionnel brésilien.